# Molophilus (Molophilus) nigritarsis
Molophilus (Molophilus) nigritarsis is een tweevleugelige uit de familie steltmuggen (Limoniidae). De soort komt voor in het Oriëntaals gebied.